# 孫興祖
孫 興祖（そん こうそ、1335年 - 1370年）は、元末明初の軍人。濠州鍾離県の人。朱元璋に仕えて、明建国の功臣となった。

## 生涯
| 姓名         | 孫興祖                                                    |
| 時代         | 元代 - 明代                                               |
| 生没年       | 1335年（元統3年） - 1370年（洪武3年）                     |
| 字・別名     | -                                                         |
| 本貫・出身地 | 濠州鍾離県                                                |
| 職官         | 都先鋒→統軍元帥→天策衛指揮使 →大都督府副使→領大都督分府事 |
| 爵位         | 燕山侯（明）                                              |
| 諡号         | 忠愍（明）                                                |
| 陣営・所属   | 朱元璋                                                    |
| 家族・一族   | 子 : 孫恪                                                 |

落ち着きがあり、意志が強い人物であった。徐達は孫興祖を気に入り、重く用いていた。
1355年6月、渡江に従った。功を積み、都先鋒となった。
1360年5月、龍江で陳友諒軍と戦い、戦後、統軍元帥となった。瑞昌の八陣営を破り、天策衛指揮使に抜擢された。
1362年8月、趙徳勝と共に、南昌の西山に籠っていた敵軍を破り、3千余人を討ち取った。
1365年10月、泰州を攻略した。
1366年3月、徐達から海陵の守備を命じられた。海陵は張士誠軍に対するための重要地であった。孫興祖は軍令を整え、兵士を調練して防御を厳密に行った。張士誠軍が海口へ侵攻してきた。孫興祖はこれを破り、彭元帥ほか将士2百余人を捕らえた。通州を攻め、孫興祖は将兵を督励して敵軍を破った。これ以後、張士誠は海安を攻めることはなかった。
1367年10月、平江攻略後、通州攻略を命じられた。通州の守将たちは徐達の元へやってきて降伏した。大都督府副使に進み、彭城を守った。
1368年7月、北伐に参加し、徐達の召集に応じ、東昌で諸軍と合流した。韓政と共に臨清に集まった。徐達が徳州に至ると、常遇春らと共に合流した。8月、大都を攻略した。大都を北平に改称し、六衛を置き、3万の兵を留めた。命により、孫興祖と華雲龍が守ることになり、領大都督分府事となった。徐達が大軍を西進させたため、ココ・テムルが居庸関から北平を攻略しようと企んでいた。徐達は諸将に対し「北平には孫都督がいる。何の心配もいらない」と言った。徐達は太原を攻略することができた。
1370年（洪武3年）1月、六衛を率いて、徐達に従った。5月、燕山右衛指揮平定（平安の父）・大興左衛指揮龐禋を率いて進軍し、三不剌川で敵軍と遭遇した。力戦したが五郎口で36歳で亡くなった。平定と龐禋も共に亡くなった。朱元璋はその死を惜しみ、燕山侯に追封し、忠愍と諡した。通州の常遇春祠に祀られた。その後、中書省が汪興祖の俸給のことで奏上にやってきた。朱元璋は奏上された興祖の名を聞き、嘆息して、俸給を孫興祖の家に与えるよう命じた。